# Utva

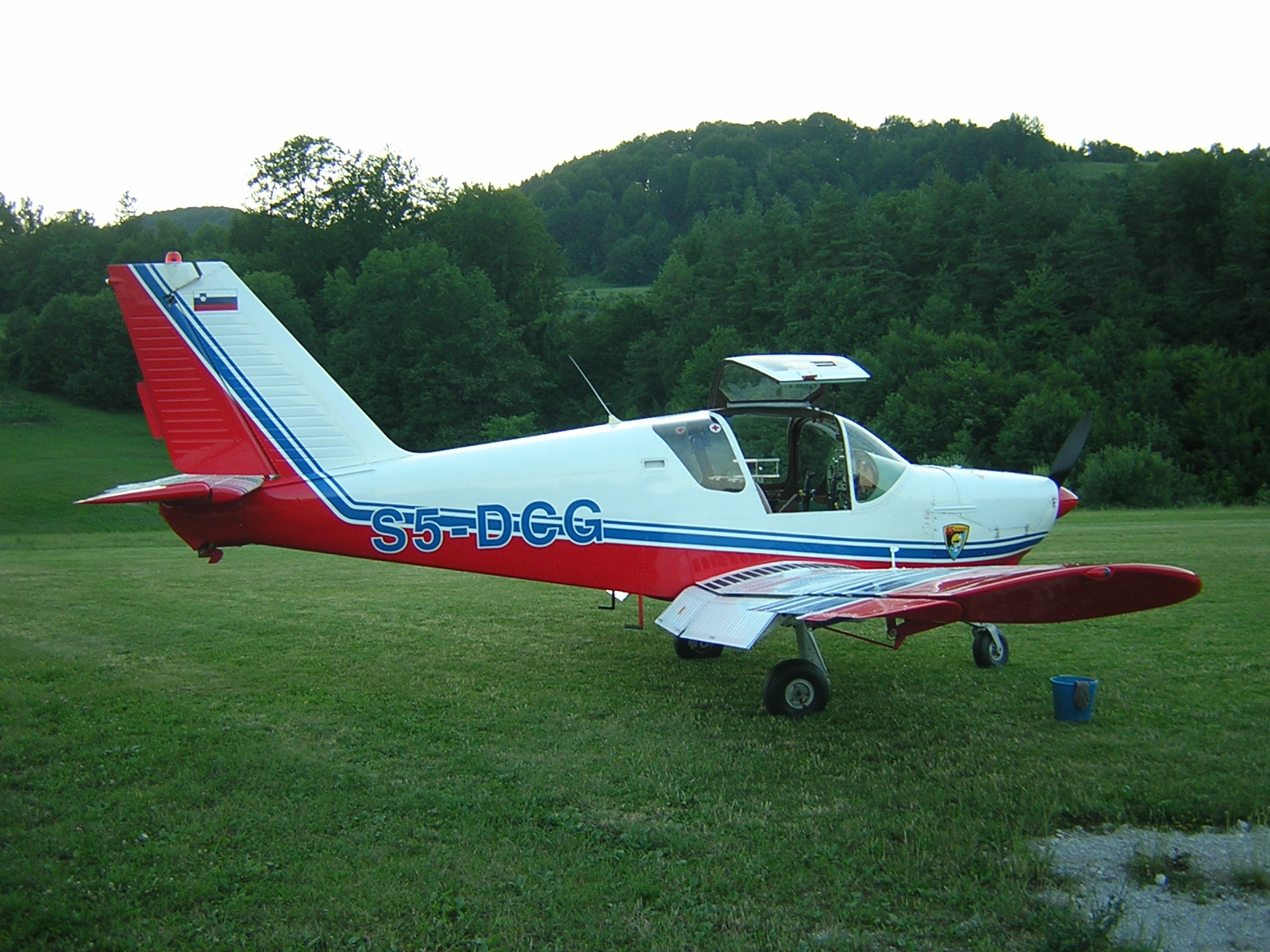
Eine slowenische Utva 75

Utva (serbisch-kyrillisch Фабрика авиона Утва, Fabrika aviona Utva) ist ein Hersteller von Flugzeugen mit Sitz in Pančevo, Serbien. Die Modellreihe umfasste vorwiegend Schulflugzeuge und Agrarflugzeuge.

## Geschichte
Das Unternehmen wurde 1937 in Zemun als Segelflugzeuggesellschaft Utva-Zemun gegründet. Es produzierte auch eigene Segelflugzeuge. 1939 wurde der Name in Utva-Beograd geändert. 1941 siedelte das Unternehmen nach Pančevo um und änderte erneut seinen Namen, diesmal in Utva-Pančevo.
Nach dem Zweiten Weltkrieg wurde das Unternehmen erneuert. Neben Segelflugzeugen begann 1946 die Produktion des ersten Schulflugzeuges, der Utva Trojka. Es folgten weitere Schulflugzeuge wie die Utva 213 und Utva Aero 3 oder Agrarflugzeuge wie die Utva 60 und Utva 65. Mit dem Schul- und Sportflugzeug Utva 75 hatte das Unternehmen einen großen Erfolg; das Modell wurde zum meistverbreiteten Sport- und Reiseflugzeug im ehemaligen Jugoslawien und u. a. auch in die Vereinigten Staaten exportiert.
Mit dem Zerfall Jugoslawiens wurden Teile der Produktion des Flugzeugherstellers Soko in Mostar zu Utva verlegt, darunter die des militärischen Schulflugzeuges Super Galeb und Lasta (Soko war Lizenznehmer dieser Modelle, der Entwickler das Jugoslawische Luftfahrttechnische Institut). In den 1990ern erschien die G4M Super Galeb, die Erdkampfversion der G4 Super Galeb, ging aber aufgrund des Mangels an finanziellen Mitteln nicht in die Serienproduktion. Das jüngste Modell von Utva ist die Lasta 3, von dem sich das Unternehmen einen wirtschaftlichen Aufschwung erhofft.
Neben Flugzeugen produzierte Utva auch UAVs wie die Mini UAV Gavran und Medium UAV.